# 102-я пехотная дивизия (вермахт)
102-я пехотная дивизия (нем. 102. Infanterie-Division) — тактическое соединение сухопутных войск вооружённых сил нацистской Германии периода Второй мировой войны.

## История дивизии
102-я пехотная дивизия была сформирована в декабре 1940 года в Германии.
С июня 1941 года была активно задействована на Востоке, на центральном участке фронта.
15 сентября 1941 года в уничтожении плацдарма, захваченного 102-й пехотной дивизией на восточном берегу реки Западная Двина, частью сил участвовала 179-я стрелковая дивизия.
Летом 1942 года дивизия находилась под Ржевом в составе 46-го танкового корпуса 9-й армии. В конце октября 1942 года была в резерве 9-й армии в районе Ржева. Приняла на себя основной удар 20-й армии Западного фронта под Ржевом, понесла тяжёлые потери. На 16 мая 1943 года после боев под Ржевом имела боевую численность 2683 человека.
В ходе боевых действий личный состав дивизии участвовал в совершении военных преступлений. Так, 28 февраля 1943 года при разминировании участка дороги в Смоленской области по приказу командира 102-й пехотной дивизии генерал-майора Фриснера солдаты согнали жителей деревни Холмец Сычевского района Смоленской области РСФСР к дороге и заставили их идти по заминированному участку. В результате, люди погибли на взорвавшихся минах.
Во второй половине мая 1943 года находилась под Курском, где противостояла советской 106-й стрелковой дивизии в районе дер. Хитровка.
В декабре 1943 года в состав дивизии были включены остатки 216-й пехотной дивизии.
Дивизия была распущена в Восточной Пруссии в 1945 году. Остатки дивизии сражались в Передней Померании как дивизионная группа № 102, до тех пор пока 5 мая 1945 не капитулировали перед американскими войсками на реке Траве.

## Боевой состав дивизии

### Боевой состав дивизии на декабрь 1940 года
- 232-й пехотный полк
- 233-й пехотный полк
- 234-й пехотный полк
- 104-й артиллерийский полк
- 102-й разведывательный батальон
- 102-й противотанковый артиллерийский дивизион

### Боевой состав дивизии на январь 1944 года
- 84-й пехотный полк
- 232-й пехотный полк
- 216-й пехотный полк

## Командиры
- Генерал-лейтенант Йон Ансат (10 декабря 1940 — 1 февраля 1942)
- Генерал-лейтенант Albrecht Baier (1 февраля 1942 — 10 марта 1942)
- Генерал-майор Werner von Räsfeld (10 марта 1942 — 1 мая 1942)
- Генерал-полковник Йоханнес Фриснер (1 мая 1942 — 19 января 1943)
- Генерал Отто Хитцфельд (19 января 1943 — 5 ноября 1943)
- Генерал-лейтенант Werner von Bercken (5 ноября 1943 — март 1945)

## Дополнительные сведения
К концу войны в дивизии был 21 кавалер Рыцарского креста.